# Štore
Štore – wieś w Słowenii, siedziba gminy Štore. W 2018 roku liczyła 1896 mieszkańców.